# Café au lait (court métrage)
Pour plus de détails, voir Fiche technique et Distribution.
Café au lait (Café com Leite) est un film brésilien réalisé par Daniel Ribeiro, sorti en 2007.

## Synopsis
Danilo va emménager avec son petit ami Marcos quand ses parents meurent subitement dans un accident. Il devient le tuteur de son petit frère de 10 ans, Lucas.

## Fiche technique
- Titre : Café au lait
- Titre original : Café com Leite
- Réalisation : Daniel Ribeiro
- Scénario : Daniel Ribeiro
- Musique : Thiago Chasseraux
- Photographie : Pierre de Kerchove
- Montage : Rafael Gomes
- Production : Daniel Ribeiro
- Société de production : Lacuna Filmes
- Pays :  Brésil
- Genre : drame et romance
- Durée : 18 minutes
- Dates de sortie : 
  -  Brésil : 22 novembre 2007 (Festival de Cinema de Brasília)

## Distribution
- Daniel Tavares : Danilo
- Diego Torraca : Marcos
- Eduardo Melo : Lucas
- Eleio Calascibetta : le portier de l'école

## Distinctions
Le film a reçu de nombreux prix :
- Berlinale 2008 : Ours de cristal du court métrage du programme Generation 14plus
- Festival de Cinema e Vídeo de Cuiabá 2008 : prix Coxiponé du meilleur réalisateur de court métrage
- Festival du film brésilien de Miami 2008 : Crystal Lens du meilleur court métrage
- Festival international du film de Kiev Molodist 2008 : Diplôme spécial du festival
- Festival Paulínia de Cinema 2008 : prix du meilleur réalisateur de court métrage et prix du meilleur acteur de court métrage pour Eduardo Melo
- Festival du film gay et lesbien de Turin 2008 : prix du public
- Grande Prêmio do Cinema Brasileiro 2009 : prix du meilleur court métrage de fiction